# Avenida Chorroarín
La avenida Chorroarín es una arteria vial de la Ciudad de Buenos Aires, Argentina.

## Recorrido
Su recorrido comienza desde la Avenida San Martín. Corre en dirección nornoreste y con doble mano sirviendo de límite entre los barrios de La Paternal al sur y Agronomía al norte.
En esta zona se encuentra la Facultad de Ciencias Veterinarias de la Universidad de Buenos Aires, teniendo lugar en Av. Chorroarín 280.
Al cruzar la Avenida Warnes, Chorroarín se empieza a ensanchar para llegar al Viaducto Chorroarín que pasa debajo de las vías del Ferrocarril General Urquiza en cercanías de la Estación Arata. Desde allí empieza la Avenida de los Constituyentes, y la Avenida Chorroarin, pasa a ser mano hacia el noreste en dirección al Hospital Tornú, delimitando a los barrios de Parque Chas y La Paternal hasta la calle Ávalos, en donde vuelve a tener doble mano.
A partir de la Avenida Combatientes de Malvinas se convierte en un boulevard empedrado en el que cada plazoleta toma el nombre de famosas historietas nacionales, ingresando en el barrio de Villa Ortúzar. Continúa cruzando la Avenida Triunvirato ya sin plazoletas para dirigirse hacia la intersección con las avenidas De los Incas y Álvarez Thomas, donde allí concluye.

## Toponimia
Luis José de Chorroarín (Buenos Aires, 1757 – íd., 1823), sacerdote y educador argentino, destacado participante en la Revolución de Mayo y en los primeros gobiernos independientes de ese país.

## Cruces Importantes

### Agronomía/La Paternal
- 1-400: Tramo de doble mano
  - 0: Avenida San Martín - Metrobús San Martin parada Empedrado - Facultad de Agronomía (Universidad de Buenos Aires) Comienza siendo una avenida con doble mano
  - 200: Avenida Warnes - Parque Isla de la Paternal ex Albergue Warnes - Facultad de Ciencias Veterinarias (Universidad de Buenos Aires)

### Parque Chas/La Paternal
- 400-800: Tramo de mano única
  - 400: Cruce bajo nivel con la Avenida de los Constituyentes y el FC General Urquiza - Estación Pedro Arata - inicio de mano hacia el norte
- 800-900: Tramo de doble mano
  - 800: Calle Ávalos - Reinicio de doble mano

### Villa Ortúzar
- 900-1500: Tramo de doble mano
  - 900: Avenida Del Campo - Avenida Combatientes de Malvinas - Hospital Dr. Enrique Tornú - Inicio de tramo en bulevar adoquinado
  - 1200: Avenida Triunvirato - Estación De Los Incas-Parque Chas de la Línea B del Subte - Fin de tramo en bulevar adoquinado
  - 1500: Avenida de los Incas - Avenida Álvarez Thomas

## Monumentos y plazas
En la plazoleta Dr. Roberto Koch, sita en la intersección con la avenida Combatientes de Malvinas, se ha erigido un monolito en homenaje a los Combatientes de Malvinas, en virtud de la ley 6.153 de la Ciudad de Buenos Aires.